# Mark Edmondson
Mark Edmondson (* 24. Juni 1954 in Gosford) ist ein ehemaliger australischer Tennisspieler.

## Karriere
Die höchste Position, die er als Tennisspieler auf der Weltrangliste erreichte, war Platz 15 im Jahr 1982. Der größte Triumph bei einem Tennisturnier war der Sieg im Herreneinzel bei den Australian Open 1976 gegen John Newcombe. Zu dieser Zeit war Edmondson lediglich auf Rang 212 in der Weltrangliste notiert, womit er bis heute der Grand-Slam-Sieger mit der schlechtesten Weltranglistenplatzierung zum Zeitpunkt seines Sieges ist. Zudem ist er der letzte Australier, der die Australian Open gewann.
Im Doppel gewann er sogar viermal die Australian Open: 1980 und 1981 mit Kim Warwick, 1983 mit Paul McNamee und 1984 mit Sherwood Stewart. 1985 stand er mit Kim Warwick erneut im Finale in Melbourne, das sie jedoch verloren. Im selben Jahr siegte er mit Warwick bei den French Open, bereits 1983 war er im Finale in Roland Garros an der Seite von Sherwood Stewart noch gescheitert. Auch im Mixed stand er zweimal in einem Grandslam-Finale: 1980 in Wimbledon mit Dianne Fromholtz und 1986 in Roland Garros mit Rosalyn Fairbank.
Auf der ATP Tour gelangen ihm darüber hinaus sechs Titelgewinne im Einzel sowie 34 weitere Turniersiege im Doppel.
Zwischen 1977 und 1985 bestritt Edmondson 19 Begegnungen für die australische Davis-Cup-Mannschaft. Er gewann elf seiner 18 Einzelpartien sowie acht seiner elf Doppelpartien. 1977 und 1983 gewann er mit der Mannschaft den Davis Cup. In der Saison 1977 kam er jedoch nur in den ersten beiden Partien zum Einsatz. 1983 dagegen spielte er auch im Finale die Doppelpartie gegen Schweden.

## Erfolge
| Legende                  |
| Grand Slam (6)           |
| Saisonendveranstaltungen |
| Weitere Turniere (40)    |

| Titel nach Belag |
| Hartplatz (4)    |
| Rasen (15)       |
| Sand (15)        |
| Teppich (6)      |

### Einzel

#### Turniersiege
| Nr. | Datum            | Turnier         | Belag | Finalgegner    | Ergebnis           |
| --- | ---------------- | --------------- | ----- | -------------- | ------------------ |
| 1.  | 4. Januar 1976   | Australian Open | Rasen | John Newcombe  | 6:7, 6:3, 7:6, 6:1 |
| 2.  | 17. Oktober 1976 | Brisbane (1)    | Rasen | Phil Dent      | 3:6, 6:4, 6:4, 6:4 |
| 3.  | 15. Oktober 1978 | Brisbane (2)    | Rasen | John Alexander | 6:4, 7:6           |
| 4.  | 11. Januar 1981  | Adelaide        | Rasen | Brad Drewett   | 7:5, 6:2           |
| 5.  | 21. Juni 1981    | Bristol         | Rasen | Roscoe Tanner  | 6:3, 5:7, 6:4      |
| 6.  | 11. Oktober 1981 | Brisbane (3)    | Rasen | Chris Lewis    | 7:6, 3:6, 6:4      |

#### Finalteilnahmen
| Nr. | Datum            | Turnier      | Belag         | Finalgegner        | Ergebnis      |
| --- | ---------------- | ------------ | ------------- | ------------------ | ------------- |
| 1.  | 7. Januar 1979   | Hobart       | Hartplatz     | Guillermo Vilas    | 4:6, 4:6      |
| 2.  | 23. Juni 1979    | Surbiton     | Rasen         | Victor Amaya       | 4:6, 5:7      |
| 3.  | 5. April 1981    | Linz         | Hartplatz (i) | Gianni Ocleppo     | 5:7, 1:6      |
| 4.  | 1. November 1981 | Tokio Indoor | Teppich (i)   | Vincent Van Patten | 2:6, 6:3, 3:6 |
| 5.  | 8. November 1981 | Hongkong     | Hartplatz     | Van Winitsky       | 4:6, 7:6, 4:6 |
| 6.  | 1. Mai 1983      | Las Vegas    | Hartplatz     | Jimmy Connors      | 6:7, 1:6      |

### Doppel

#### Turniersiege
| Nr. | Datum             | Turnier             | Belag         | Doppelpartner    | Finalgegner                          | Ergebnis                  |
| --- | ----------------- | ------------------- | ------------- | ---------------- | ------------------------------------ | ------------------------- |
| 1.  | 21. Dezember 1975 | Sydney              | Rasen         | John Marks       | Chris Kachel Peter McNamara          | 6:1, 6:1                  |
| 2.  | 10. Juli 1977     | Båstad (1)          | Sand          | John Marks       | Jean-Louis Haillet François Jauffret | 6:4, 6:0                  |
| 3.  | 16. Juli 1978     | Gstaad (1)          | Sand          | Tom Okker        | Bob Hewitt Kim Warwick               | 6:4, 1:6, 6:1, 6:4        |
| 4.  | 23. Juli 1978     | Båstad (2)          | Sand          | Bob Carmichael   | Péter Szőke Balázs Taróczy           | 7:5, 6:4                  |
| 5.  | 12. November 1978 | Hongkong            | Hartplatz     | John Marks       | Hank Pfister Brad Rowe               | 5:7, 7:6, 6:1             |
| 6.  | 15. Juli 1979     | Gstaad (2)          | Sand          | John Marks       | Ion Țiriac Guillermo Vilas           | 2:6, 6:1, 6:4             |
| 7.  | 18. November 1979 | Taipeh              | Teppich (i)   | John Marks       | Pat DuPré Bob Lutz                   | 6:1, 3:6, 6:4             |
| 8.  | 25. Mai 1980      | Rom                 | Sand          | Kim Warwick      | Balázs Taróczy Eliot Teltscher       | 7:6, 7:6                  |
| 9.  | 22. Juni 1980     | Surbiton            | Rasen         | Kim Warwick      | Andrew Pattison Butch Walts          | 7:6, 6:7, 6:7, 7:6, 15:13 |
| 10. | 4. Januar 1981    | Australian Open (1) | Rasen         | Kim Warwick      | Peter McNamara Paul McNamee          | 7:5, 6:4                  |
| 11. | 12. April 1981    | Houston             | Sand          | Sherwood Stewart | Anand Amritraj Fred McNair           | 6:4, 6:3                  |
| 12. | 26. Juli 1981     | Båstad (3)          | Sand          | John Fitzgerald  | Anders Järryd Hans Simonsson         | 2:6, 7:5, 6:0             |
| 13. | 3. Januar 1982    | Australian Open (2) | Rasen         | Kim Warwick      | Hank Pfister John Sadri              | 6:3, 6:7, 6:3             |
| 14. | 10. Januar 1982   | Adelaide            | Rasen         | Kim Warwick      | Andrew Jarrett Jonathan Smith        | 7:5, 4:6, 7:6             |
| 15. | 14. Februar 1982  | Richmond            | Teppich (i)   | Kim Warwick      | Syd Ball Rolf Gehring                | 6:4, 6:2                  |
| 16. | 14. März 1982     | München             | Teppich (i)   | Tomáš Šmíd       | Kevin Curren Steve Denton            | 4:6, 7:5, 6:2             |
| 17. | 21. März 1982     | Rotterdam           | Teppich (i)   | Sherwood Stewart | Fritz Buehning Kevin Curren          | 7:5, 6:2                  |
| 18. | 4. April 1982     | Frankfurt           | Teppich (i)   | Steve Denton     | Tony Giammalva Tim Mayotte           | 6:7, 6:3, 6:3             |
| 19. | 2. Mai 1982       | Hilton Head         | Sand          | Rod Frawley      | Alan Waldman Van Winitsky            | 6:1, 7:5                  |
| 20. | 18. Juli 1982     | Stuttgart           | Sand          | Brian Teacher    | Andreas Maurer Wolfgang Popp         | 6:3, 6:1                  |
| 21. | 25. Juli 1982     | Kitzbühel           | Sand          | Kim Warwick      | Rod Frawley Pavel Složil             | 4:6, 6:4, 6:3             |
| 22. | 15. August 1982   | Toronto             | Hartplatz     | Steve Denton     | Peter Fleming John McEnroe           | 6:7, 7:5, 6:2             |
| 23. | 31. Juli 1983     | North Conway        | Sand          | Sherwood Stewart | Eric Fromm Drew Gitlin               | 7:6, 6:1                  |
| 24. | 8. August 1983    | Indianapolis        | Sand          | Sherwood Stewart | Carlos Kirmayr Cássio Motta          | 6:3, 6:2                  |
| 25. | 16. Oktober 1983  | Sydney Indoor       | Hartplatz (i) | Sherwood Stewart | John McEnroe Peter Rennert           | 6:2, 6:4                  |
| 26. | 30. Oktober 1983  | Tokio Indoor        | Teppich (i)   | Sherwood Stewart | Steve Denton John Fitzgerald         | 6:1, 6:4                  |
| 27. | 11. Dezember 1983 | Australian Open (3) | Rasen         | Paul McNamee     | Steve Denton Sherwood Stewart        | 6:3, 7:6                  |
| 28. | 1. April 1984     | Boca Raton          | Hartplatz     | Sherwood Stewart | David Dowlen Nduka Odizor            | 4:6, 6:1, 6:4             |
| 29. | 22. April 1984    | Monte Carlo         | Sand          | Sherwood Stewart | Jan Gunnarsson Mats Wilander         | 6:2, 6:1                  |
| 30. | 8. Dezember 1984  | Australian Open (4) | Rasen         | Sherwood Stewart | Joakim Nyström Mats Wilander         | 6:2, 6:2, 7:5             |
| 31. | 12. Mai 1985      | München             | Sand          | Kim Warwick      | Sergio Casal Emilio Sánchez          | 4:6, 7:5, 7:5             |
| 32. | 9. Juni 1985      | French Open         | Sand          | Kim Warwick      | Shlomo Glickstein Hans Simonsson     | 6:3, 6:4, 6:7, 6:3        |
| 33. | 22. Dezember 1985 | Adelaide            | Rasen         | Kim Warwick      | Nelson Aerts Tomm Warneke            | 6:4, 6:4                  |
| 34. | 1. Februar 1987   | Sydney              | Rasen         | Brad Drewett     | Peter Doohan Laurie Warder           | 6:4, 4:6, 6:2             |

#### Finalteilnahmen
| Nr. | Datum              | Turnier            | Belag         | Doppelpartner    | Finalgegner                        | Ergebnis           |
| --- | ------------------ | ------------------ | ------------- | ---------------- | ---------------------------------- | ------------------ |
| 1.  | 19. April 1976     | Palma              | Sand          | John Marks       | John Andrews Colin Dibley          | 6:2, 3:6, 2:6      |
| 2.  | 1. Januar 1977     | Sydney             | Rasen         | John Marks       | Syd Ball Kim Warwick               | 3:6, 4:6           |
| 3.  | 21. Mai 1978       | Florenz            | Sand          | John Marks       | Corrado Barazzutti Adriano Panatta | 3:6, 7:6, 3:6      |
| 4.  | 30. Juli 1978      | Hilversum          | Sand          | Bob Carmichael   | Tom Okker Balázs Taróczy           | 6:7, 6:4, 5:7      |
| 5.  | 20. August 1978    | Stowe              | Hartplatz     | Kim Warwick      | Tim Gullikson Tom Gullikson        | 6:3, 6:7, 3:6      |
| 6.  | 24. September 1978 | Hartford           | Hartplatz     | Van Winitsky     | Bill Maze John McEnroe             | 3:6, 6:3, 5:7      |
| 7.  | 22. Oktober 1978   | Sydney Indoor      | Hartplatz (i) | John Marks       | John Newcombe Tony Roche           | 4:6, 3:6           |
| 8.  | 19. November 1978  | Taipeh             | Teppich (i)   | John Marks       | Sherwood Stewart Butch Walts       | 2:6, 7:6, 6:7      |
| 9.  | 20. Mai 1979       | Hamburg (1)        | Sand          | John Marks       | Jan Kodeš Tomáš Šmíd               | 3:6, 1:6, 6:7      |
| 10. | 22. Juli 1979      | Båstad             | Sand          | John Marks       | Heinz Günthardt Bob Hewitt         | 2:6, 2:6           |
| 11. | 13. Juli 1980      | Gstaad (1)         | Sand          | Kim Warwick      | Colin Dowdeswell Ismail El Shafei  | 4:6, 4:6           |
| 12. | 19. Juli 1981      | Stuttgart          | Sand          | Mike Estep       | Peter McNamara Paul McNamee        | 6:2, 4:6, 6:7      |
| 13. | 27. September 1981 | San Francisco      | Teppich (i)   | Sherwood Stewart | Peter Fleming John McEnroe         | 6:7, 4:6           |
| 14. | 11. Oktober 1981   | Brisbane (1)       | Rasen         | Mike Estep       | Rod Frawley Chris Lewis            | 5:7, 6:4, 6:74     |
| 15. | 28. März 1982      | Mailand            | Teppich (i)   | Sherwood Stewart | Heinz Günthardt Peter McNamara     | 6:7, 6:7           |
| 16. | 11. April 1982     | Monte Carlo        | Sand          | Sherwood Stewart | Peter McNamara Paul McNamee        | 7:6, 6:7, 3:6      |
| 17. | 18. April 1982     | Houston            | Sand          | Peter McNamara   | Kevin Curren Steve Denton          | 5:7, 4:6           |
| 18. | 20. Juni 1982      | Bristol (1)        | Rasen         | Kim Warwick      | Tim Gullikson Tom Gullikson        | 4:6, 6:7           |
| 19. | 22. August 1982    | Cincinnati         | Hartplatz     | Steve Denton     | Peter Fleming John McEnroe         | 2:6, 3:6           |
| 20. | 19. September 1982 | Sawgrass Doubles   | Sand          | Kim Warwick      | Brian Gottfried Raúl Ramírez       | kampflos           |
| 21. | 17. Oktober 1982   | Sydney Indoor (1)  | Hartplatz (i) | Steve Denton     | John McEnroe Peter Rennert         | 3:6, 6:7           |
| 22. | 15. Mai 1983       | Hamburg (2)        | Sand          | Brian Gottfried  | Heinz Günthardt Balázs Taróczy     | 6:7, 6:4, 4:6      |
| 23. | 5. Juni 1983       | French Open        | Sand          | Sherwood Stewart | Anders Järryd Hans Simonsson       | 6:7, 4:6, 2:6      |
| 24. | 9. Oktober 1983    | Brisbane (2)       | Rasen         | Kim Warwick      | Pat Cash Paul McNamee              | 6:7, 6:7           |
| 25. | 15. April 1984     | Luxemburg          | Teppich (i)   | Sherwood Stewart | Anders Järryd Tomáš Šmíd           | 3:6, 5:7           |
| 26. | 14. Oktober 1984   | Sydney Indoor (2)  | Hartplatz (i) | Sherwood Stewart | Anders Järryd Hans Simonsson       | 4:6, 4:6           |
| 27. | 21. Oktober 1984   | Tokio Indoor       | Teppich (i)   | Sherwood Stewart | Sammy Giammalva Tony Giammalva     | 6:7, 4:6           |
| 28. | 28. Oktober 1984   | Hongkong           | Hartplatz     | Paul McNamee     | Ken Flach Robert Seguso            | 7:6, 3:6, 5:7      |
| 29. | 7. Januar 1985     | WCT Doubles Finals | Teppich (i)   | Sherwood Stewart | Fritz Buehning Peter Fleming       | 1:6, 3:6, 5:7      |
| 30. | 13. Januar 1985    | Masters            | Teppich (i)   | Sherwood Stewart | Peter Fleming John McEnroe         | 3:6, 1:6           |
| 31. | 14. Juli 1985      | Gstaad (2)         | Sand          | Brad Drewett     | Wojciech Fibak Tomáš Šmíd          | 7:6, 4:6, 4:6      |
| 32. | 20. Oktober 1985   | Sydney Indoor (3)  | Hartplatz (i) | Kim Warwick      | John Fitzgerald Anders Järryd      | 3:6, 2:6           |
| 33. | 8. Dezember 1985   | Australian Open    | Rasen         | Kim Warwick      | Paul Annacone Christo van Rensburg | 6:3, 6:7, 4:6, 4:6 |
| 34. | 18. Mai 1986       | Rom                | Rasen         | Sherwood Stewart | Guy Forget Yannick Noah            | 6:7, 2:6           |
| 35. | 22. Juni 1986      | Bristol (2)        | Rasen         | Wally Masur      | Christo Steyn Danie Visser         | 7:6, 6:7, 10:12    |